# Wall’s (мороженое)
Wall's — бренд мороженого и замороженных десертов в Великобритании, принадлежащий компании Unilever и являющийся частью глобального бренда замороженных десертов Heartbrand. Также владеет правами на бренд Mr. Whippy.

## Описание

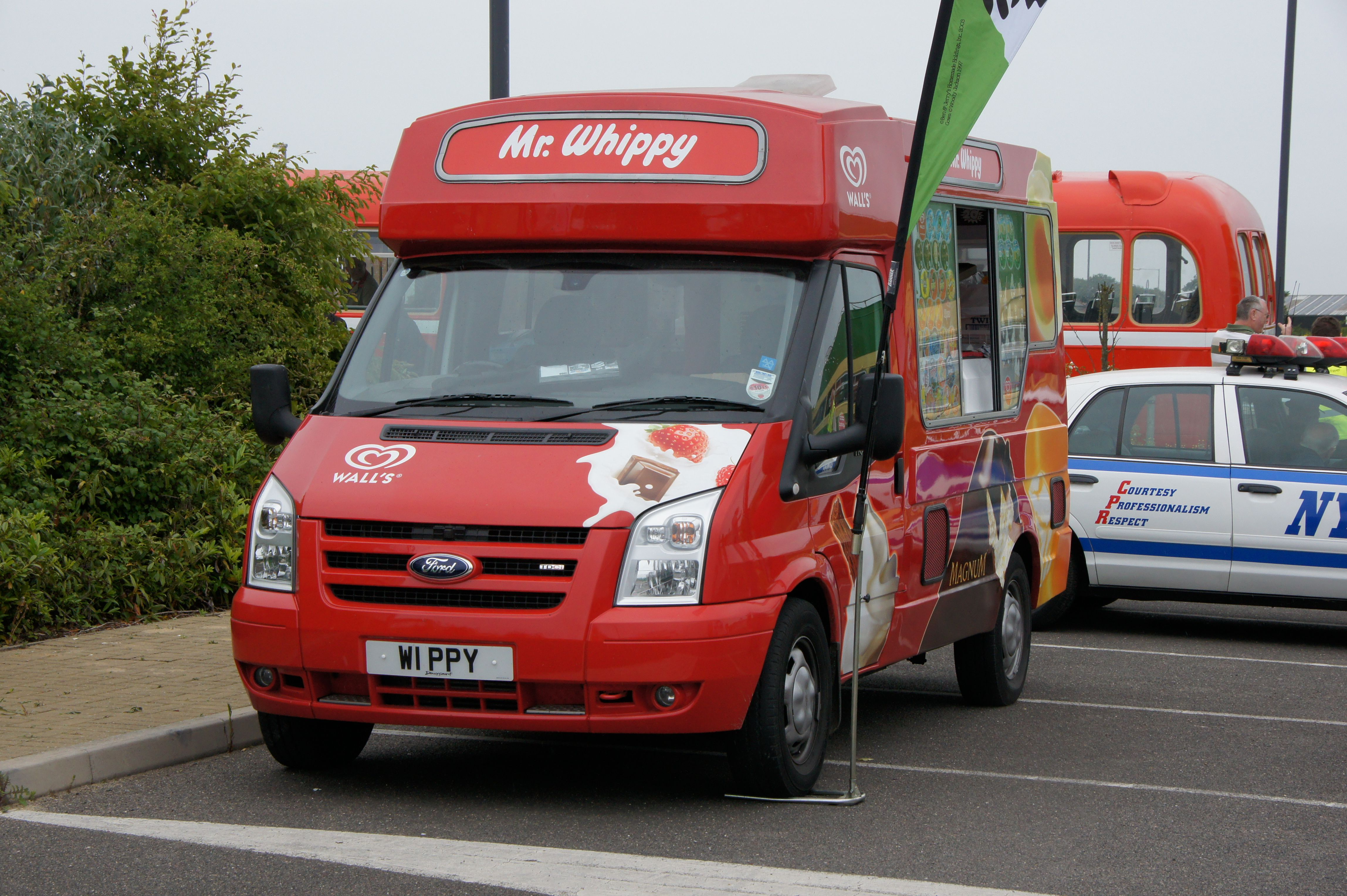
Фургон мороженщика Wall's (Ford Transit) в Клактоне, Англия

Компания Wall's была основана в 1786 году Ричардом Уоллом, когда он открыл мясную лавку на рынке Сент-Джеймс в Лондоне. В 1900-е годы бизнесом руководил внук Ричарда Томас Уолл II. Ежегодно в летнее время компании приходилось увольнять персонал, поскольку спрос на колбасы, пироги и мясо падал, поэтому в 1913 году Томасу Уоллу II пришла в голову идея производить мороженое во избежание увольнений. Первая мировая война привела к тому, что идея Уолла не была реализована до 1922 года.
К 1922 году бизнес был куплен компаниями Lever Brothers и Margarine Unie. Максвелл Холт, будучи ответственным, возродил идею производства мороженого, добившись почти мгновенного успеха. Производство мороженого началось в 1922 году на фабрике в Актоне, Лондон. В 1959 году компания Wall удвоила свою мощность, открыв специально построенную фабрику по производству мороженого в Глостере, Англия.
На углу Олтон Уэй и Энджел Хилл в Бенхилтоне, Саттон, Лондон, имеется гараж, построенный примерно в 1913 году. Первоначально он предназначался для хранения велосипедов.
Бренд Wall's занимает видное место на мировом рынке мороженого. Имеется 40 различных брендов мороженого в 52 странах.
В 2013 году бренд Wall's вышел на рынок кондитерских изделий Великобритании после лицензионной сделки с Kinnerton Confectionery. Торговые марки — Magnum, Cornetto и Mini Milk.
В 2017 году были созданы мороженые в ведёрках Magnum Ice Cream Tubs. Они продаются в магазинах.
В 2022 году бренд Wall's вышел на рынок Канады. В ассортимент вошли мороженые с рядом вкусов, вдохновлённых азиатскими традициями, включая пузырьковый чай (bubble tea) и убе (ube).
19 марта 2024 года компания Unilever объявила, что избавится от своих брендов мороженого и сократит 7500 рабочих мест. В список вошли бренды Ben & Jerry’s, Cornetto, Magnum, Talenti и Wall’s.